# Стара Субоцька
Стара Субоцька (хорв. Stara Subocka) — населений пункт у Хорватії, в Сисацько-Мославинській жупанії у складі міста Новська.

## Населення
Населення за даними перепису 2011 року становило 502 осіб.
Динаміка чисельності населення поселення:

## Клімат
Середня річна температура становить 11,41 °C, середня максимальна – 26,05 °C, а середня мінімальна – -5,41 °C. Середня річна кількість опадів – 920 мм.
| Клімат поселення                              | Клімат поселення | Клімат поселення | Клімат поселення | Клімат поселення | Клімат поселення | Клімат поселення | Клімат поселення | Клімат поселення | Клімат поселення | Клімат поселення | Клімат поселення | Клімат поселення | Клімат поселення |
| Показник                                      | Січ.             | Лют.             | Бер.             | Квіт.            | Трав.            | Черв.            | Лип.             | Серп.            | Вер.             | Жовт.            | Лист.            | Груд.            |                  |
| Середній максимум, °C                         | 6,90             | 8,86             | 13,20            | 17,74            | 22,73            | 26,05            | 25,10            | 24,16            | 20,44            | 15,45            | 9,97             | 5,66             |                  |
| Середня температура, °C                       | 0,74             | 2,70             | 7,08             | 11,60            | 16,60            | 19,91            | 21,35            | 20,41            | 16,70            | 11,70            | 6,21             | 1,92             |                  |
| Середній мінімум, °C                          | −5,41            | −3,44            | 0,92             | 5,44             | 10,44            | 13,76            | 17,60            | 16,67            | 12,95            | 7,97             | 2,49             | −1,83            |                  |
| Норма опадів, мм                              | 58               | 53               | 63               | 76               | 82               | 93               | 85               | 88               | 79               | 83               | 89               | 71               |                  |
| Середньомісячна швидкість вітру, м/с          | 1.70             | 1.90             | 2.30             | 2.20             | 2.00             | 1.88             | 1.80             | 1.68             | 1.64             | 1.70             | 1.70             | 1.73             |                  |
| Середньомісячна сонячна радіація, кДж/м²·день | 4321             | 7108             | 10937            | 15364            | 19643            | 22008            | 22685            | 19825            | 14751            | 9115             | 4820             | 3526             |                  |
| --------------------------------------------- | ---------------- | ---------------- | ---------------- | ---------------- | ---------------- | ---------------- | ---------------- | ---------------- | ---------------- | ---------------- | ---------------- | ---------------- | ---------------- |
| Джерело:                                      |                  |                  |                  |                  |                  |                  |                  |                  |                  |                  |                  |                  |                  |